# ジェニック
株式会社ジェニック（GENIC）は、映像技術プロダクションである。民放各局のテレビドラマや映画などの数々を技術スタッフを派遣している会社である。

## 会社概要

### 所在地
- 〒151-0066　東京都渋谷区上原1-47-2 1F

### 役員
- 代表取締役社長：北山善弘

### 主要取引先
- 日本テレビ放送網株式会社
- 株式会社TBSテレビ
- 株式会社フジテレビジョン
- 株式会社テレビ朝日
- 関西テレビ放送株式会社
- 株式会社共同テレビジョン
- 株式会社バスク
- 株式会社東通
- 株式会社ブル
- 大映テレビ株式会社

## 職種
- カメラマン（テレビ・映画）・テクニカルディレクター・ビデオエンジニア

## 主なスタッフ
- 北山善弘（代表者）

## 主な作品

### マルチメディア放送・モバイル配信

#### 2010年代
連続ドラマ
- 5年後のラブレター（BeeTV、TBS、ドリマックス・テレビジョン　2010年5月 - 7月）

### 映画

#### 2000年代
- ナースのお仕事 ザ・ムービー（2002年）
- 感染（2004年）
- 電車男（2005年）
- キャッチ ア ウェーブ（2006年）
- マイ・スイーツ・ハート（2006年）
- 子宮の記憶 ここにあなたがいる（2007年）
- 赤い糸（2009年）